# 月曜日あるいは火曜日
『月曜日あるいは火曜日』（げつようびあるいはかようび、原題: Monday or Tuesday）は、ヴァージニア・ウルフによる短編集である。ホガース・プレスによって1921年に出版された。初版は1000部が印刷され、ヴァネッサ・ベルによるページ全面を使った木版画が4ページ含まれていた。この初版本は誤植が多かったため、レナード・ウルフはこれを史上最低の書籍の一つと呼んだ。ほとんどの誤植はアメリカ版では修正された。短編集には8つの物語が収められている。
- 「憑かれた家」"A Haunted House"
- 「ある協会」"A Society"
- 「月曜日あるいは火曜日」"Monday or Tuesday"
- 「書かれなかった長篇小説」"An Unwritten Novel" – 1920年にロンドン・マーキュリー（英語版）誌に掲載
- 「弦楽四重奏団」"The String Quartet"
- 「青と緑」"Blue & Green"
- 「キュー植物園（英語版）」"Kew Gardens" - 以前個別に出版
- 「壁の染み（英語版）」"The Mark on the Wall" – 以前にTwo Stories（1917年）に収録

「ある協会」と「青と緑」を除く6篇は没後にレナード・ウルフによって出版された短編集『憑かれた家』に収められた。

## 表題
1919年のエッセイ『現代小説論』において、ヴァージニア・ウルフは執筆に対する新たなアプローチを説明する。
Examine for a moment an ordinary mind on an ordinary day and she is popular. The mind receives a myriad impressions—trivial, fantastic, evanescent, or engraved with the sharpness of steel. From all sides they come, an incessant shower of innumerable atoms; and as they fall, as they shape themselves into the life of Monday or Tuesday

"ちょっとの間、普通の日の普通の心を調べてみるがいい。心は無数の印象—些細で、幻想的で、はかない、あるいは、鋼のような鋭さで刻み付けられた印象を受け取る。これらの印象は、あらゆる方向から、無数の原子の絶え間ないシャワーとなって降りそそぐのだ。そして、それらが落ちてきて、月曜とか火曜日とかの生活となるとき…"
（邦訳は、中村祐子「『灯台へ』におけるナラティヴ・モードの揺らぎ」『現代文芸論研究室論集』第8巻、2018年、110-126頁、doi:10.15083/00080215。からの引用）
この最後の句 "the life of Monday or Tuesday"（"月曜とか火曜日とかの生活"）は、ウルフがフィクションの核であると信じていたものである。そしてここから、本短編集の表題が来ている。

## 邦訳版
- 『月曜日か火曜日・フラッシュ』大澤 實 訳、英宝社、東京〈英米名作ライブラリー〉、1956年。doi:10.11501/1694429。
- 『壁のしみ―短編集』川本静子 訳、みすず書房〈ヴァージニア・ウルフ・コレクション〉、1999年。ISBN 9784622045045。
「壁のしみ」「キュー植物園」「書かれなかった小説」「幽霊屋敷」
- 『ヴァージニア・ウルフ短編集』西崎憲 編訳、筑摩書房〈ちくま文庫〉、1999年。ISBN 9784480035141。
「青と緑」「憑かれた家」「弦楽四重奏団」「月曜日あるいは火曜日」「キュー植物園」「壁の染み」「書かれなかった長篇小説」
  - 『青と緑 ヴァージニア・ウルフ短篇集』西崎憲 編訳、亜紀書房〈ブックスならんですわる 01〉、2022年。ISBN 978-4750516929。増訂版
- 『ある協会』片山亜紀 訳、エトセトラブックス、2019年。ISBN 9784909910035。抜粋版
  - 『月曜か火曜』片山亜紀 訳、エトセトラブックス、2024年。ISBN 9784909910240。原書と同じ構成での完訳版